# Villers-lès-Roye
Villers-lès-Roye – miejscowość i gmina we Francji, w regionie Hauts-de-France, w departamencie Somma.
Według danych na rok 1990 gminę zamieszkiwało 187 osób, a gęstość zaludnienia wynosiła 30 osób/km² (wśród 2293 gmin Pikardii Villers-lès-Roye plasuje się na 810. miejscu pod względem liczby ludności, natomiast pod względem powierzchni na miejscu 761.).